# زیدپور
زیدپور (به انگلیسی: Zaidpur) یک روستا در هند است که در شهرستان بارابانکی واقع شده‌است.
زیدپور در آغاز از پایگاه‌های سپاهیان مسلمان بود. 
این روستا در سال ۴۶۲ قمری توسط عبدالله زربخش از اهالی قم ایران بنیاد شد و به نام تنها پسر او زید، زیدپور نام‌گذاری شد.

## خصوصیات
زیدپور  ۳۴٬۴۴۳ نفر جمعیت دارد.